# Cratere Wiwi-yokpa
Wiwi-yokpa  è un cratere sulla superficie di Venere.